# Seventeen Mile Rocks
Seventeen Mile Rocks är en del av en befolkad plats i Australien. Den ligger i kommunen Brisbane och delstaten Queensland, omkring 11 kilometer sydväst om delstatshuvudstaden Brisbane. Antalet invånare är 2 899.
Runt Seventeen Mile Rocks är det tätbefolkat, med 493 invånare per kvadratkilometer.. Närmaste större samhälle är Brisbane, omkring 11 kilometer nordost om Seventeen Mile Rocks. 
Runt Seventeen Mile Rocks är det i huvudsak tätbebyggt. Genomsnittlig årsnederbörd är 1 424 millimeter. Den regnigaste månaden är januari, med i genomsnitt 275 mm nederbörd, och den torraste är oktober, med 21 mm nederbörd.